# アイルランド公爵
アイルランド公爵 (Duke of Ireland) は、かつて存在したイングランド貴族の公爵位。

アイルランド卿紋章

リチャード2世の側近の第9代オックスフォード伯ロバート・ド・ヴィアーは、1385年12月1日に一代限りでダブリン侯爵 (Marquess of Dublin) に叙位され（イングランドにおける初めての侯爵位）、ついで1386年10月13日に同じく一代限りでアイルランド公爵に叙位された。アイルランドのペイル（中世後期のアイルランド内におけるアイルランド卿（イングランド王）の領土を指す語）を与えられる爵位だった。しかしアイルランド公に叙されたロバートは、翌1387年12月、ラドコット・ブリッジの戦いで訴追派貴族に敗北し、大陸への亡命を余儀なくされた。
アイルランド公爵への叙位の際にロバートに与えられた3つの王冠の加増紋章はその後も約一世紀にわたってアイルランド卿の紋章として使用された。